# Râul Salcia, Cricovul Sărat
Râul Salcia este un curs de apă, afluent al râului Cricovul Sărat, în zona localității Salcia, Prahova, județul Prahova.

## Hărți
- Harta Județului Prahova